# 사이퍼 시스템
사이퍼 시스템(Cipher System)은 숀(Tjörn) 출신의 스웨덴의 멜로딕 데스 메탈 밴드이다.
이 밴드는 2004년 11월 2일 라이프포스 레코드에 의해 첫 앨범 Central Tunnel Eight을 발매하였다. 수년의 비활동 이후 이 밴드는 2010년과 2011년 사이 새 음반 레코딩에 수개월의 시간을 보냈다. 이 음반은 스튜디오 프레드먼에서 믹싱되었으며 Communicate the Storms라는 이름이 붙여졌다.

## 구성원

### 현재의 구성원
- Johan Eskilsson - 기타, 클린 보컬 (1995-현재)
- Henric Carlsson - 베이스 (1995-현재)
- Peter Engström - 키보드 (2001-현재)
- Andreas Allenmark - 기타 (2008-현재)
- Emil Frisk - 드럼 (2009-현재)
- Carl Obbel - 리드 보컬 (2010-현재)

### 전 구성원
- Andreas Johansson - 기타 (1995-1999)
- Daniel Schöldström - 보컬 (1997-1999, 2001-2005)
- Magnus Öhlander - 기타 (2002-2007)
- Pontus Andersson - 드럼 (1995-2008)
- Jimmie Strimell - 리드 보컬 (2005-2008)
- Pontus Hjelm - 7 Inch Cut 데모에 등장.[1]
- Andreas Solveström - 리드 보컬 (2008-2009)

## 디스코그래피

### 스튜디오 음반
- 2004 - Central Tunnel Eight (Lifeforce Records)
- 2011 - Communicate the Storms (Nuclear Blast)

### 데모
- 1998 - Path of Delight
- 1999 - Raped by Chaos
- 2000 - Awakening of Shadows
- 2002 - Eyecon
- 2006 - Promo 2006
- 7 Inch Cut Ft. Jimmie Strimmel & Pontus Hjelm of Dead By April
- 2009 - Promo 2009

### 스플릿
- 2004 - Cipher System / By Night (라이프포스 레코드)